# آرنولد نوردزیک
آرنولد تئودور نوردزیک (زاده ۵ ژانویه ۱۹۱۱ – درگذشته ۱۸ ژانویه ۱۹۷۱) یک فیزیکدان نظری آمریکایی بود. او بیشتر به خاطر کارش با فلیکس بلوخ در مورد مسئله فروسرخ در الکترودینامیک کوانتومی شناخته شده است. او ژیروسکوپ الکترواستاتیک اینرسی (ESG) را که به عنوان بخشی از سیستم ناوبری اینرسیایی زیردریایی‌های هسته‌ای استفاده می‌شود، توسعه داد که به آن‌ها اجازه می‌دهد بدون نیاز به سطح زمین برای تعیین محل خود در زیر آب بمانند.

## زندگینامه
آرنولد تئودور نوردزیک در ۵ ژانویه ۱۹۱۱ در ماریسویل، اوهایو به دنیا آمد  او وارد دانشگاه ایالتی اوهایو شد و در سال ۱۹۳۲  مدرک کارشناسی ارشد خود را در رشته فیزیک گرفت. او سپس به دانشگاه کالیفرنیا، برکلی رفت و در سال ۱۹۳۵ پایان نامه دکترای خود را زیر نظر رابرت اوپنهایمر در مورد "پراکندگی تابش توسط یک میدان الکتریکی" نوشت.
بورسیه شورای ملی تحقیقات به نوردزیک اجازه داد تا در سال ۱۹۳۵ به عنوان محقق فوق دکترا در دانشگاه لایپزیگ تحت نظر ورنر هایزنبرگ به آلمان سفر کند. او با فلیکس بلوخ مشکل فروسرخ را در الکترودینامیک کوانتومی حل کرد، مشکل تفاوت در دامنه های پراکندگی برای مثال در تابش ترمزی ، که منشأ آن در جرم سکون در حال محو شدن فوتون بود. بلوخ و نوردزیک نشان دادند که این به دلیل تئوری اغتشاش به کار رفته است و توانستند با روش بهتری از آن اجتناب کنند.
در بازگشت به ایالات متحده در سال ۱۹۳۷، نوردزیک در دانشگاه کلمبیا فیزیک تدریس کرد و در آنجا تحقیقاتی در زمینه فیزیک نظری و تشعشعات مایکروویو انجام داد. در سال ۱۹۴۲، او به عنوان محقق در آزمایشگاه بل مشغول به کار شد. او همچنین از سال ۱۹۴۶ تا ۱۹۴۵ به عنوان دانشیار در دانشگاه کلمبیا مشغول به کار بود. از سال ۱۹۶۱ تا ۱۹۴۷ او استاد دانشگاه ایلینویز در اوربانا-شمپین بود،  که دانشجویان دکترای او در آنجا شامل اروین هان بودند.
نوردزیک یک تحلیل‌گر دیفرانسیل (شکلی از کامپیوترهای آنالوگ ) را در سال ۱۹۵۰ در دانشگاه ایلینویز از ۷۰۰ دلار قطعات الکترونیکی مازاد باقی مانده از جنگ جهانی دوم ساخت. کپی های اولین کامپیوترها در آزمایشگاه ملی لارنس لیورمور و دانشگاه پردو شدند. در سال ۱۹۵۳ او ژیروسکوپ الکترواستاتیک اینرسی (ESG) را توسعه داد که توسط هانیول و شرکت های دیگر ساخته شد. این به عنوان بخشی از سیستم ناوبری اینرسی زیردریایی‌های هسته‌ای مورد استفاده قرار می‌گرفت و به آن‌ها اجازه می‌داد ماه‌ها در زیر آب سفر کنند، بدون اینکه مجبور باشند برای تعیین مکان خود به سطح آب بروند. او همچنین سیستم Cornfield را پیشنهاد کرد که یک سیستم تصمیم گیری مبتنی بر کامپیوتر برای دفاع هوایی کشتی ها با استفاده از رادار است. این یکی از اولین کاربردهای فناوری کامپیوتر برای تصمیم گیری بود. او در سال ۱۹۵۵ عضو گوگنهایم بود.